# سیاست در کره جنوبی

تفکیک قدرت و سیستم انتخاباتی کره جنوبی

سیاست در کره جنوبی در چارچوب یک جمهوری با دموکراسی نیابتی صورت می‌گیرد که به موجب آن، رئیس‌جمهور، رئیس کشور و یک نظام چندحزبی است. قدرت اجرایی توسط دولت اعمال می‌شود. قدرت قانونگذاری هم به دولت و هم به شورای ملی واگذار می‌شود. دستگاه قضایی مستقل از دستگاه اجرایی و قوه مقننه است و شامل دیوان عالی، دادگاه‌های استیناف و یک دادگاه قانون اساسی است. از سال ۱۹۴۸، قانون اساسی، ۵ مورد تجدید نظر اساسی را پشت سر گذاشته‌است که هر یک نشان دهنده جمهوری جدید است. جمهوری ششم فعلی با آخرین تجدید نظر در قانون اساسی در سال ۱۹۸۷ آغاز شد.
از زمان تأسیس تا خیزش دموکراتیک ژوئن، نظام سیاسی کره جنوبی تحت یک رژیم استبدادی نظامی ضد آزادی تجمع، انجمن، بیان، مطبوعات و آزادی عمل کرد. مذهب و همچنین فعالیت های مدنی در جامعه به شدت محدود شد. در آن دوره، هیچ رهبر ملی که در به طور آزادانه انتخاب شده باشد، وجود نداشت، مخالفان سیاسی سرکوب می‌شدند، مخالفت ها مجاز نبود و حقوق مدنی محدود شد.
قوهٔ مقننه از یک مجلس ملی با ۲۳۱ عضو (برای یک دورهٔ شش‌ساله) تشکیل شده‌است. قانون اساسی موجود در سال ۱۹۴۸، تدوین و در سال ۱۹۷۲، اصلاحاتی بر آن افزوده شده‌است. احزاب مهم آن عبارت‌اند از حزب قدرت مردم، حزب دموکراتیک (این حزب در ۲۶ مارس ۲۰۱۴ از ادغام دو حزب دموکرات (تأسیس ۲۰۱۱) و کمیته مقدماتی حزب سیاسی نگاه نو (NPVP) تأسیس شد) و حزب عدالت. 
کرهٔ جنوبی در سال ۱۹۴۵ مستقل شده و روزهای ملی آن در یکم مارس و پنجم اوت است.
واحد اطلاعات اکونومیست در سال ۲۰۲۲، کره جنوبی را "دموکراسی کامل" ارزیابی کرد.

## روابط خارجی
این کشور علاوه بر عضویت در سازمان ملل متحد، در سازمان‌های زیر نیز عضویت دارد: 
- بانک توسعه آفریقا
- سازمان همکاری‌های اقتصادی آسیا–پاسفیک
- بانک توسعه آسیایی
- بانک تسویه حساب‌های بین‌المللی
- طرح کلمبو
- بانک اروپایی بازسازی و توسعه
- کمیسیون اقتصادی و اجتماعی سازمان ملل متحد برای آسیا و اقیانوسیه
- فائو
- گروه ۷۷
- آژانس بین‌المللی انرژی اتمی
- بانک بین‌المللی بازسازی و توسعه
- ایکائو
- دیوان کیفری بین‌المللی
- اتاق بازرگانی بین‌المللی
- نهضت بین‌المللی صلیب سرخ و هلال احمر
- انجمن توسعه بین‌الملل
- آژانس بین‌المللی انرژی (ناظر)
- صندوق بین‌المللی توسعه کشاورزی
- شرکت مالی بین‌المللی
- سازمان آب‌نگاری بین‌المللی
- سازمان بین‌المللی کار
- صندوق بین‌المللی پول
- سازمان بین‌المللی دریانوردی
- سازمان بین‌المللی ماهواره‌های تلفنی
- اینتل‌ست
- پلیس بین‌الملل
- کمیته بین‌المللی المپیک
- سازمان بین‌المللی مهاجرت
- سازمان بین‌المللی استانداردسازی
- کنفدراسیون بین‌المللی اتحادیه‌های کارگری
- هیئت سازمان ملل متحد برای همه پرسی در صحرای غربی
- جنبش عدم تعهد (مهمان)
- گروه تامین کنندگان هسته‌ای
- سازمان کشورهای آمریکایی (ناظر)
- سازمان توسعه و همکاری اقتصادی
- سازمان منع سلاح‌های شیمیایی
- سازمان امنیت و همکاری اروپا (شریک)
- اتحادیه بین‌المللی مخابرات
- آنکتاد
- یونسکو
- سازمان توسعه صنعتی ملل متحد
- میانجیگری سازمان ملل متحد در مورد کشمیر
- هیئت ناظر سازمان ملل متحد در گرجستان
- دانشگاه سازمان ملل متحد
- اتحادیه جهانی پست
- سازمان جهانی گمرک
- سازمان جهانی بهداشت
- سازمان جهانی مالکیت فکری
- سازمان جهانی هواشناسی
- سازمان جهانی گردشگری
- سازمان تجارت جهانی
- کمیته زنگر

## قانون اساسی کره جنوبی
مهمترین قانون کشور کره جنوبی است. این قانون در ۱۷ ژوئیه سال ۱۹۴۸ به تصویب رسید و در ۲۹ اکتبر ۱۹۸۷ آخرین تجدید نظر در آن انجام شد. این قانون اساسی از ۱۳۰ اصل و ۶ اصل متمم تشکیل شده‌است.

## مجلس ملی کره جنوبی
مجلس ملی کره جنوبی (در رسانه‌های انگلیسی زبان: National Assembly) قوه مقننه کشور کره جنوبی است که از ساختار تک‌مجلسی برخوردار است. این مجلس دارای ۳۰۰ کرسی پارلمانی بوده که ۲۵۳ نفر از نمایندگان با رای مستقیم مردم از حوزه‌های انتخابیه سراسر کشور انتخاب شده و ۴۷ نماینده دیگر نمایندگی تناسبی بوده و به نسبت میزان تصدی کرسی‌های پارلمانی توسط احزاب سیاسی، توسط آن حزب برای نمایندگی پارلمان منصوب می‌شوند.

## رئیس‌جمهور کره جنوبی

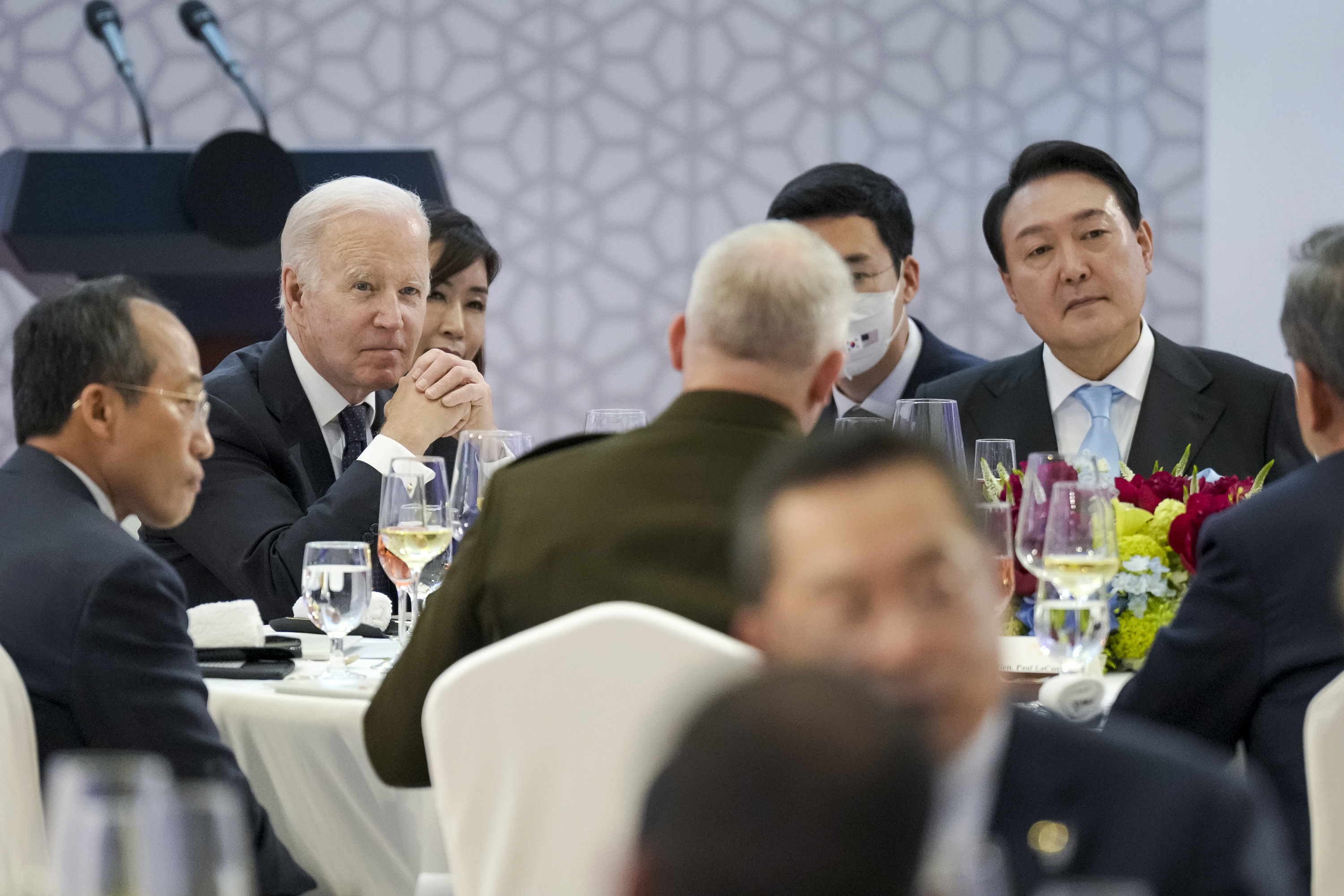
یون سوک یول، رئیس‌جمهور کرهٔ جنوبی و جو بایدن، رئیس جمهور ایالات متحده آمریکا

بنابر قانون اساسی کره جنوبی، رئیس‌جمهوری کشور، فرمانده کل نیروهای مسلح و رئیس دولت کره جنوبی محسوب می‌شود. در قانون اساسی و اصلاحیه مربوط به انتخابات ریاست جمهوری در سال ۱۹۸۷، انتخاب رئیس‌جمهور باید از طریق رأی مستقیم و مردم انجام شود که به شانزده سال انتخاب غیر مستقیم رئیس‌جمهور در دو حکومت پیش از آن پایان داد.
هم‌اکنون، رئیس‌جمهور کره جنوبی با رأی مستقیم مردم برای یک دوره ۵ ساله انتخاب می‌شود و قابلیت انتخاب شدن در دوره بعدی را ندارد. اگر پست ریاست جمهوری خالی بماند، جانشین باید ظرف ۶۰ روز انتخاب شود که تا آن زمان وظایف ریاست جمهوری به عهده نخست‌وزیر یا دیگر اعضای ارشد کابینه که ترتیب آن در قانون ذکر شده، می‌باشد. رئیس‌جمهور در زمان ریاست در کاخ آبی (چیونگ وا دا) زندگی می‌کند و در قانون به غیر از انجام شورش و خیانت دارای مصونیت قضایی می‌باشد.
عمده‌ترین و حساس‌ترین تصمیمات سیاسی، اقتصادی و فرهنگی کشور توسط شخص رئیس‌جمهور و مشاوران وی در نهاد ریاست جمهوری اتخاذ می‌گردد. نخست‌وزیر با پیشنهاد رئیس‌جمهور و تصویب مجلس ملی کره انتخاب می‌شود. نخست‌وزیر و هیئت وزرا در جلساتی که به ریاست رئیس‌جمهور تشکیل می‌شود، دربارهٔ امور مختلف کشور تصمیم‌گیری می‌کنند. در غیاب رئیس‌جمهور، نخست‌وزیر ریاست کابینه را بر عهده دارد. وزیران مسئول اتخاذ تصمیمات نهایی نبوده و این تصمیمات باید توسط رئیس‌جمهور اتخاذ و برای اجراء ابلاغ گردد.

## تقسیمات کشوری
بر اساس آخرین تقسیمات کشوری، کرهٔ جنوبی از ۹ استان و ۲ شهر ویژه تشکیل گردیده که زیر نظر فرماندار انتصابی دولت مرکزی اداره می‌شوند و مشخصات آن‌ها به شرح زیر است:
| شماره | نام             | هانگول         | نوع            | مرکز      | جمعیت      | مساحت (کیلومتر مربع) | تراکم    | تأسیس      |
| ۱     | سئول            | 서울특별시     | شهر ویژه       |           | ۹,۹۳۰,۴۷۸  | ۶۰۵.۲۷               | ۱۶,۴۰۶.۷ | ۱۹۴۶-۰۸-۱۶ |
| ۲     | بوسان           | 부산광역시     | کلان‌شهر        |           | ۳,۴۹۶,۷۷۹  | ۷۶۵.۹۴               | ۴,۵۶۵.۳  | ۱۹۶۳-۰۱-۰۱ |
| ۳     | دائگو           | 대구광역시     | کلان‌شهر        |           | ۲,۴۸۴,۶۸۸  | ۸۸۵.۶۰               | ۲,۸۰۵.۷  | ۱۹۸۱-۰۷-۰۱ |
| ۴     | اینچئون         | 인천광역시     | کلان‌شهر        |           | ۲,۹۴۴,۰۰۹  | ۱,۰۳۲.۴۱             | ۲,۸۵۱.۶  | ۱۹۸۱-۰۷-۰۱ |
| ۵     | گوانگجو         | 광주광역시     | کلان‌شهر        |           | ۱,۴۶۹,۵۸۳  | ۵۰۱.۲۶               | ۲,۹۳۱.۸  | ۱۹۸۶-۱۱-۰۱ |
| ۶     | دائجون          | 대전광역시     | کلان‌شهر        |           | ۱,۵۱۴,۳۵۴  | ۵۳۹.۸۶               | ۲,۸۰۵.۱  | ۱۹۸۹-۰۱-۰۱ |
| ۷     | اولسان          | 울산광역시     | کلان‌شهر        |           | ۱,۱۱۷,۶۵۶  | ۱,۰۵۷.۵۰             | ۱,۰۵۶.۹  | ۱۹۹۷-۰۷-۱۵ |
| ۸     | گیونگ‌گی         | 경기도         | استان          | سوون      | ۱۳,۵۱۱,۶۷۶ | ۱۰,۱۷۱               | ۱,۳۲۸.۵  |            |
| ۹     | گانگوون         | 강원특별자치도 | استان          | چانچئون   | ۱,۵۲۱,۷۶۳  | ۲۰,۵۶۹               | ۷۴.۰     |            |
| ۱۰    | چونگ‌چئونگ شمالی | 충청북도       | استان          | چئونگ‌جو   | ۱,۶۳۲,۰۸۸  | ۷,۴۳۳                | ۲۱۹.۶    |            |
| ۱۱    | چونگ‌چئونگ جنوبی | 충청남도       | استان          | هونگ‌ سونگ | ۲,۱۷۶,۶۳۶  | ۸,۲۰۴                | ۲۶۵.۳    |            |
| ۱۲    | جئولا شمالی     | 전라북도       | استان          | جونجو     | ۱,۸۰۲,۷۶۶  | ۸,۰۴۳                | ۲۲۴.۱    |            |
| ۱۳    | جئولا جنوبی     | 전라남도       | استان          | موآن      | ۱,۷۸۸,۸۰۷  | ۱۱,۸۵۸               | ۱۵۰.۹    |            |
| ۱۴    | گیونگ‌سانگ شمالی | 경상북도       | استان          | آندونگ    | ۲,۶۴۴,۷۵۷  | ۱۹,۰۳۰               | ۱۳۹.۰    |            |
| ۱۵    | گیونگ‌سانگ جنوبی | 경상남도       | استان          | چانگ‌وون   | ۳,۳۳۳,۰۵۶  | ۱۰,۵۳۲               | ۳۱۶.۵    |            |
| ۱۶    | ججو             | 제주특별자치도 | استان خودمختار | ججو       | ۶۷۰,۸۵۸    | ۱,۸۴۹                | ۳۶۲.۸    |            |

## انتخابات ریاست‌جمهوری کره جنوبی (۲۰۱۷)
نوزدهمین انتخابات ریاست‌جمهوری کرهٔ جنوبی در ۹ مهٔ ۲۰۱۷ برگزار شد. این انتخابات پس از استیضاح و برکناری پارک گون-هه، رئیس‌جمهور این کشور مقرر شد. انتخابات ریاست‌جمهوری بنابر قانون تحت نظام نخست‌نفری و تنها در یک دور برگزار شد. در این انتخابات مون جه-این نامزد حزب لیبرال دموکراتیک کره جنوبی با کسب ۴۱٫۰۸٪ آرا به پیروزی رسید.
پیش از این قرار بود انتخابات ریاست‌جمهوری کره جنوبی در ۲۰ دسامبر ۲۰۱۷ برگزار شود اما با رأی دادگاه قانون اساسی مبنی بر تأیید تصمیم مجلس، قرار شد تا انتخابات زودهنگام برگزار شود. هوانگ کیو آن، نخست‌وزیر این کشور به عنوان سرپرست مقام ریاست‌جمهوری انجام وظیفه کرد. او اعلام کرده بود که در انتخابات نامزد نخواهد شد.